# Dons (roman)
Pour les articles homonymes, voir Don.
Dons (titre original : Gifts) est un roman de médiéval fantastique de la romancière américaine Ursula K. Le Guin publié en 2004 et traduit en français en 2010. Il constitue le premier tome de la trilogie Chronique des rivages de l'Ouest.

## Résumé
DONS est le premier volet et l’introduction, facile à lire, du triptyque du Cycle de la Chronique des rivages de l’Ouest d’Ursula K. Le Guin. Ce roman de 224 pages en 18 chapitres, introduit deux sociétés humaines différentes et de comportements sociaux opposés. La première est celle des ENTRE-TERRES qui est une contrée aride d’élevage de moutons, de vaches et de chevaux, proche de forêts riches en gibiers, et plus au nord sont les montagnes enneigées de Carrantages. La deuxième société est celle des villes de commerçants, d’artisans, de soldats, de notables et de prêtres, encore appelée les Basses-Terres, qui est constituée de différentes provinces autour des ENTRE-TERRES connues comme Bendraman au sud-ouest, et encore d’Urdile et de Bendile au sud. Pour les habitants des Basses-Terres qui savent lire et écrire, les gens des ENTRE-TERRES sont des sorciers qui ont des dons dangereux et qui sont des barbares incultes qui heureusement ne viennent pas souvent chez eux. Ce premier roman est surtout l’histoire de la première société de fermiers et d’éleveurs des ENTRE-TERRES qui vivent dans de vastes domaines qui s’opposent souvent entre eux.

### L’histoire et ses héros
DONS est l’histoire d’Orrec Caspro qui en est le héros principal avec Gry Barre qui deviendra son épouse à la fin du livre. Ils se retrouveront tous deux dans la suite de cette saga fantastique et réaliste. Orrec vit dans le domaine de Caspromant dont son père est le brantor et celui qui est le maître incontesté de son domaine et de sa lignée. Gry vit dans le domaine des Barre de Roddmant dont sa mère est le brantor, et son père vit dans celui des Rodd qui est le brantor de Roddmant dans le même domaine.

### Dons et héritages
Chaque brantor possède un don de sa lignée dont il ne parle pas mais qu’il enseigne et transmet à ses enfants qui peuvent le recevoir et le manifester, puis l’utiliser ou non. Les voies d’un don sont la manière dont agit ce nom, ce peut être par la vue, le geste, la voix, la volonté, etc. Pour Gry son don est l’appel des animaux que lui a transmis sa mère qui est le brantor des Barre. Gry est capable de faire venir à elle des oiseaux qui chantent alentour, où des cerfs et des biches, et même des ours s’ils sont dans les parages. Avec les chevaux son don la rend capable de dompter en douceur les plus indocile. Mais elle se refuse d’utiliser son don pour la chasse, tandis que sa mère est appelée dans d’autres domaines et payée ensuite pour appeler du gibier comme des cerfs ou des sangliers à tuer au cours d’une battue de chasse.
Il y a des dons bénéfiques comme l’appel des animaux, mais aussi des dons maléfiques. Le don du père d’Orrec est de défaire, il peut défaire un nœud et c’est utile, mais aussi défaire des vipères mortelles sur le chemin qui sont alors désossées et il n’en reste plus qu’un sac d’écailles. Il peut défaire un arbre ou une portion de terre dont il ne reste rien sauf le chaos. Il peut défaire même des assaillants ennemis lors d’une attaque des gens d’un domaine adverse qui veulent voler son troupeau ou prendre ses terres. Le don du père de Gry qui est le brantor du domaine de Roddmant a le don du couteau, il peut invoquer une lame pour guérir une blessure et enlever sans mal une écharde, ou bien tuer un homme et le mutiler à condition qu’il soit en vue.
D’autres dons sont très différents selon les lignées matriarcales ou patriarcales. Il y a ainsi dans les ENTRE-TERRES des dons de déplacer de lourdes charges et même des collines par le verbe et le geste, ou d’allumer du feu à volonté et d’incendier, de rendre sourd et aveugle, de corrompre autrui et de l’asservir, ou de lire ses pensées et de les contrôler. Il y a le don du brantor Ogge qui est de causer une  lente atrophie qui conduit à la mort celui qui en est la victime sans le savoir ni pouvoir s’en rendre compte. Les dons exprimés peuvent être aussi mais rarement devenus sauvages, c’est-à-dire incontrôlés, et alors c’est le don qui contrôle le donneur de façon imprévisible, et cela peut être très dangereux. Lorsqu’un enfant manifeste alors un don sauvage il doit apprendre à ne pas s’en servir. Il y a enfin ceux chez qui un don ne se manifeste pas et c’est une peine, une honte et presque une déchéance pour la lignée dont le don n’est pas transmis comme il se doit de l’être. 
Ces sorciers des collines d’ENTRE-TERRES semblent alors capables de faire des miracles, mais ce sont leurs dons hérités de leurs parents qui en sont les causes. Les familles des domaines sont isolées entre elles et elles vivent dans la crainte les unes des autres d’être agressées par les dons de possibles ennemis imprévus. Une des principales mesures pour éviter ces luttes est de prévoir des fiançailles puis des mariages arrangés entre domaines reliés par des dons identiques ? Ces coutumes d’alliances sociales renforceront les domaines alliés par leurs lignées, à partir des dons hérités qui ont été transmis aux enfants et souvent seulement accordés aux aînés des familles.

### L’histoire d’enfance d’Orrec et de sa lignée patriarcale
Canoc Caspro le père d’Orrec et le brantor de sa lignée a le « pouvoir de destruction » , celui de « défaire », comme son père Caddard qui possédait encore plus ce terrible pouvoir. Un groupe de guerriers menés par Tibro le brantor de Tibremant était descendu des Carrantages au nord pour faire une rafle et enlever des serfs dont il avait besoin. Caddard avait tué deux de ses guerriers avec, sa vue, son geste, son souffle et sa volonté, donc par son « Œil fort », mais il avait dû donner ensuite à Tibro deux domestiques en réparation, car « quand on fait usage de son pouvoir il faut offrir un cadeau en retour. C’est le don du don ». Canoc était préoccupé d’apprendre son don à son fils. Pour cela il lui fit tuer un rat qui se transforma en sac de peau, mais en réalité c’est lui qui avait défait le rat et fait croire à Orrec qu’il en était l’acteur. Car les années passèrent et Orrec ne cessait de dire à son père qu’il n’avait pas le don ou qu’il n’arrivait pas le manifester.
Un jour Orrec découvrit près d’une porte de leur maison de pierre une grande canne d’aveugle avec un manche poli par l’usage. Il demanda à son père à qui était cette canne ? Canoc lui raconta alors l’histoire de Caddard l’Aveugle à qui appartenait la canne  et qui était son père et le grand-père d’Orrec. Caddard avait dû défendre ensuite son domaine contre Drum le brantor de Drummant qui était venu avec ses hommes lui voler un cheval qu’il avait emmené hors du domaine. Caddard l’avait poursuivi et de rage il avait tué les six hommes de Drum et récupéré son cheval sans offrir de réparation ensuite, ce qui attisa la haine entre les deux domaines. Caddard était devenu ensuite sombre et colérique à tout moment, jusqu’envers son épouse et même sa fille qu’il défit et tua sans l’avoir voulu. Le don de destruction de Caddard l’avait dominé et il était devenu un don sauvage et dangereux pour sa famille et ses proches. En en prenant conscience Caddard retourna son don contre lui dans un miroir qu’il brisa et faillit en mourir. Lorsqu’il fut de nouveau rétabli il était devenu aveugle et c’est là qu’il eut besoin de sa canne pour le guider. Orrec comprit l’histoire de son grand-père mais persista à dire qu’il ne manifestait pas le don de défaire et ne le souhaitait pas ce qui était une peine et une honte pour son père.

### L’histoire d’enfance d’Orrec et de sa lignée matrimoniale
L’enfance d’Orrec est racontée par son père car c’est une histoire heureuse. Étant jeune homme Canoc Caspro ne trouvait pas d’épouse possible dans sa lignée de Caspro car Ogge qui le haïssait et le jalousait pour ses beaux troupeaux, devenu le brantor de Drummant ; il avait marié à d’autres que lui toutes les femmes de la lignée des Caspro. Canoc prit donc l’initiative de partir faire une incursion et une rafle dans les Basses-Terres qui n’en avaient pas vu depuis soixante-dix ans et qui ne s’y attendaient pas du tout. Il réunit un équipage de fermiers « armés de lances de gourdins et de leurs longs poignards » et des hommes des lignées, montés sur des chevaux, avec trois belles mules qui en imposaient comme porteuses des charges. Ils descendirent vers le sud-est. C’est seulement au deuxième jour qu’ils découvrirent une route avec une ferme, des moutons et des chèvres, qui les conduisit jusqu’à la ville de Dunet. « Presque inaperçus, il mena sa troupe en bon ordre dans la ville, jusqu’au milieu de la place centrale, où c’était le jour du marché ». On finit par crier « Des gens des Entre-Terres !, des sorciers ». Canoc rassembla ses hommes sans en venir aux mains et agita le drapeau des pourparlers ». Il s’écria « Je suis Canoc Caspro de la pure lignée de Caspromant. Je possède le don de défaire dont vous allez me voir user ». Il défit ensuite un étal du marché qui vola en éclats, puis un se retournant un imposant édifice de pierres sur lequel se maintint son bras immobile. Une ouverture s’ouvrit, des sacs de grains explosèrent et l’édifice s’effondra par terre dans un bruit terrible. « Assez » lui dirent les conciliateurs qui lui demandèrent ce qu’il attendait d’eux. « Des femmes et des garçons » leur répondit Canoc. « Non ! Non ! Tuez les sorciers » hurlèrent les citadins si nombreux autour d’eux. Canoc dut pointer le bras vers un homme qui voulait lancer une pierre, et dont le bras tomba flasque de son épaule. « Je déferai le prochain qui bougera » dit Canoc dont le cheval henni après avoir reçu une flèche dans la croupe. Il leva les yeux et frappa l’archer qui bandait de nouveau son arme. Il le frappa et il bascula dans le vide en explosant comme un sac sur les pavés.
Les hommes qui parlaient au nom de la ville lui proposèrent ensuite dix serfs : cinq femmes et cinq garçons et lui demandèrent du temps. Canoc répondit qu’il les voulait tout de suite et qu’il choisirait parmi eux après. Après des reflux de foule arrivèrent cinq garçons de moins de dix ans et quatre femmes seulement dont deux fillettes mortes de peur et deux dames d’âge mûr vêtues de hardes tachées et puantes. « Je ne compte que quatre femmes » gronda Canoc. Il vit alors au coin de l’esplanade au bord d’une fenêtre une femme vêtue d’un vert de saule qui était tournée vers lui les yeux baissés. « Elle » dit Canoc en l’indiquant de l’index de sa main droite. La porte de la maison s’ouvrit et la femme en vert sortit, jeune, petite et menue. « Seras-tu ma femme ? »lui dit Canoc et elle répondit « Oui » en traversant la place jusqu’à ce qu’il la hisse sur sa selle. « Les mules et les harnais sont à vous » cria Canoc aux habitants, attentif à ne pas oublier le don du don. Ses hommes prirent ensuite les serfs en selle et ils repartirent dans leur domaine comme ils étaient venus.
« Elle s’appelait Melle Aulitta ». Sa seule dot fut ce qu’elle portait sur elle, sa robe vert saule, ses sandales noires et une minuscule opale montée sur une chaîne d’argent autour de son cou. Quatre jours après Canoc l’épousa, vêtue de tous les atours d’une jeune mariée et un grand bal fut donné où furent conviés ceux des habitants de Caspromant et ceux des domaines de l’ouest qui avaient pu faire le déplacement.
Et c’est après qu’Orrec naquit.
Orrec apprit ensuite de sa mère son histoire. Elle était née et avait grandi à Dorris-Les-Eaux plus au sud, Elle était la fille d’un prêtre magistrat de la religion officielle de Brendraman. Bien que bon et indulgent, il éleva ses filles dans la chasteté et l’obéissance. « Il espérait les voir entrer au temple municipal comme vierges consacrées ». Mais à la suite d’une histoire elle fut exilée dans la petite ville de Dunet plus au nord, chez des cousins éloignés qui voulurent la marier. Quand elle vit Canoc de Caspromant sur son étalon roux « Quand il l’a choisi, elle le choisit aussi ». Les cousins effrayés étaient couchés par terre sous les meubles et elle leur dit en partant « N’aie pas peur cousin, N’est-il pas écrit Une vierge sauvera ta demeure et tes biens ». Puis elle descendit l’escalier et sortit car elle savait que Canoc ne la détruirait pas. Melle avait reçu une bonne éducation. Elle savait lire, écrire et compter, et aimait s’instruire dans l’histoire sainte du seigneur Ranju et la poésie sacrée qu’elle enseigna ensuite à son fils, et les bases de l’urbanisme et des éléments d’architecture. Entrée ensuite dans la demeure de Caspromant devenue la sienne elle y apporta beaucoup de changements. Elle introduisit des principes de propreté dans la maison de pierre où dans son salon son père adorait venir l’écouter et parler de sa voix vive « avec la douceur et l’aisance d’une native des Basses-Terres ». Pour les gens des Entre-Terres la parole était un outil efficace et ils parlaient peu et sinon violemment. Pour Orrec «  Elle avait apporté cet  art et ce plaisir à Caspromant. Elle était la lumière dans les yeux de mon père ». Mais elle ne croyait pas aux dons transmis dans les lignées et ignorait tout des rivalités et des guerres entre les domaines.

### Les relations sociales entre les domaines
Les alliances et les querelles étaient habituelles depuis longtemps parmi les lignées des Entre-Terres. Le domaine de Roddmant, allié à celui de Caspromant, avait deux brantors qui étaient les parents de Gry, après des mariages mixtes entre lignées. Gry, l’amie d’enfance d’Orrec, avait hérité du don de sa mère Parn Barre qui avait le don de l’appel des animaux. Son père Terroc Rodd avait le don du couteau mais c’était un homme paisible qui s’occupait d’élever au mieux son bétail très recherché. Terroc et Canoc étaient amis et Terroc avait participé à la rafle de Dunet qui avait ramené Melle à Caspromant. C’est pourquoi Gry écoutait avec Orrec les histoires racontées par Melle à qui elle posait beaucoup de questions car elle était très curieuse et retenait très bien. « Il n’y avait pas de livres dans les Entre-Terres » alors Melle en fabriqua un avec des carrés de lin tendus entre des rouleaux et écrivit dessus à la plume en noir de noix de galle. Elle enseigna ensuite Gry et Orrec à lire puis à écrire de même et après à compter. Orrec demanda à sa mère de lui écrire un livre et Melle rédigea pour lui ensuite La vie de Ranju d’après ses souvenirs d’histoire sainte. Très heureux Orrec apprit ensuite par cœur son premier livre.
À la suite d’une querelle de voisinage le domaine voisin avait été séparé clairement des limites de Caspromant. Le brantor Canoc Caspro avait usé de son don d’Œil fort pour défaire par une ligne de destruction à travers le bois faite d’arbres et de buissons calcinés. Ce domaine voisin mal géré était ensuite tombé sous la coupe de Drummant et d’Ogge son brantor qui imposait des taxes aux domaines et qui était craint de partout car son don lançait des sorts. Le pouvoir d’Ogge s’éxerçait par des murmures, invocations et gestes des mains et il  prenait possession des terres et des êtres ensorcelés qui dépérissaient ensuite lentement. Donc Ogge Drum le  brantor de Drummant notre ennemi, menaçait maintenant directement Caspromant en ayant pris possession du domaine voisin. Plus tard Ogge Drum fit une brèche dans la clôture de Caspromant par où ses moutons arrivèrent mais les fermiers de Caspromant s’en aperçurent et les chassèrent. C’est ensuite que Canoc Caspro découvrit la brèche et la répara avec ses fermiers. Puis son cheval glissa sur une ardoise et une vipère mortelle failli le mordre. Orrec tendit le bras vers elle et la vipère s’effondra, puis Canoc fit aussi ensuite le geste pour détruire la vipère. Le père félicita son fils d’avoir défait « la vipère » qui était encore le nom ancien qu’on donnait à leur don. Mais Orrec contredit son père en lui disant que c’était lui qui avait détruit la vipère et non lui car il lui avait manqué la volonté de le faire.

### Ogge Drum s’invite chez Canoc Caspro
Canoc Caspro vit arriver Ogge Drum avec une troupe de ses fermiers de Drummant qui lui dit d’une voix joviale et chaleureuse «  - Alors on répare sa clôture à moutons, Caspro ? » et il proposa de l’aider avec quelques-uns de ses hommes. «  - Nous aurons terminé dans la journée, mais merci quand même »  répliqua Canoc. Puis Ogge dit à Canoc que leur frontière commune mitoyenne rapprochait leurs domaines. Du fait de cette proximité Ogge comptait l’inviter chez lui avec son épouse et il demanda à Canoc « Si je faisais un tour par chez vous dans un jour ou deux y seriez-vous ? » « - Certainement. Vous serez le bienvenu » «  Parfait, parfait. Je passerai donc » et Ogge repartit chez lui au grand galop. Les coutumes d’Entre-Terres faisaient que ces invitations réciproques entre domaines voisins ne pouvaient être refusées et c’était aussi l’occasion de proposer des fiançailles entre de mêmes lignées. Mais Ogge n’arriva avec son escorte que quinze jours après et sans aucune femme, arguant ensuite que sa femme avait une santé fragile mais qu’elle les recevrait bientôt à Drummant. Puis il s’adressa à Orrec en lui disant qu’il avait appris qu’il avait détruit une vipère et qu’il pourrait leur en faire une démonstration, ce qu’Orrec ne put refuser. Ogge regarda Melle qui l’avait très courtoisement reçu et préparé un somptueux repas. Son visage s’alourdit d’émotions qui pouvaient être stupéfaction, jalousie, avidité, haine. Il proposa pour leur prochaine visite à Drummant qu’il leur ferait rencontrer une petite fille de son benjamin qui avait du sang Caspro. Puis après avoir dîné en ayant tout pris des mets délicats de Melle, ils sortirent rapidement et partirent avec fracas.
Très contrarié par les propos d’Ogge, Canoc emmena Orrec en promenade et il lui montra une touffe d’herbe avec du liseron qui était devant lui et il lui demanda de la défaire. Orrec se rebella et lui dit « Non » disant qu’il n’avait pas le don. Canoc sortit alors de sa poche un bout de ficelle qu’il noua et il dit à Orrec « Défais le ». Orrec lui dit « Je ne veux pas. Je ne suis pas un chien de cirque ». Canoc lui répondit « C’est ce que tu seras, à Drummant, si tu décides de voir les choses ainsi. Si tu refuses de te servir de ton don, notre peuple n’aura plus personne vers qui se tourner ». Son père lui dit « Pense à ton devoir. À notre devoir. Penses-y. Et quand tu auras compris, viens me voir » et il remit son bout de ficelle dans sa poche. Après cela plus rien ne fut pareil entre le père et le fils.

### Le don enfin révélé d’Orrec devient sauvage
Ensuite Gry et Orrec allèrent se promener jusqu’à leur lieu favori près d’un lac où ils allaient lors de leurs promenades d’enfance. Ils finirent par parler des projets de leurs parents. Gry avait appris qu’Ogge voulait l’inviter chez lui à rencontrer une petite fille Caspro de sa lignée et qu’il devrait démontrer son don. Orrec de son côté avait appris que la mère de Gry voulait la fiancer à un cousin de sa lignée des Corde. Ils en discutèrent en refusant tous deux et décidèrent de devoir se fiancer que lorsqu'ils auraient quinze ans. Ensuite lorsque Orrec revint rendre visite à Gry dans son domaine, une chienne avait mis bas plusieurs chiots. Orrec préféra un chiot plus petit et mignon qu’il appela ensuite « Hamneda » du nom d’un héros de conte raconté par sa mère. Ce fut malgré le conseil de Gry qui lui proposa « Costaud » le plus fort et le plus malin de tous. Il apparut ensuite que Hamneda choisit par Orrec gémissait et aboyait tout le temps, courrait partout, ennuyait tout le monde et était incapable d’apprendre aucun ordre, Orrec qui l’avait choisi répugnait à s’en débarrasser.
Un matin Canoc le père d’Orrec partit inspecter les hauts pâturages avec Annoc le jeune fermier et son fils qui montait un jeune poulain rétif. Hamneda le chien d’Orrec déboula brusquement sur le poulain en glapissant et en ayant cassé sa laisse. Orrec cria au chien de s’arrêter mais le poulain effrayé se cabra manquant de le désarçonner. Quand il eut calmé son cheval il regarda à terre et Orrec vit « une masse noir et brun sur le pavé de la cour. – Que s’est-il passé ? » s’écria Orrec à son père. « Ne le sais-tu pas ? » lui répondit Canoc. « - Fallait-il que tu le tue ? » cria Orrec à son père puis « Est-ce moi qui l’ai fait ? » « Eh oui Orrec c’est vous qui l’avez fait » confirma Annoc qui était témoin et qui lui dit que comme pour la vipère il avait « un œil vif ». Par la suite après le chien enterré, Canoc demanda à Orrec s’il avait voulu le détruire et Orrec répondit « Non ». « Pourtant tu l’as fait » lui dit son père. « Suis-je devenu comme Caddard ? » murmura Orrec ? « Il y a ce qu’on appelle le don sauvage. Un don que ne contrôle pas la volonté » dit Canoc à Orrec et qui lui précisa que cela pouvait être dangereux. « - Que… Que peut-on y faire ? » demanda Orrec. « User de patience » répondit Canoc qui dit encore que Caddard, quand il s’en était aperçu, s’était bandé les yeux. Une nouvelle leur parvint des fermiers : deux génisses blanches de Roddmant avaient disparues près de la forêt. Avaient-elles été volées par les gens de Drum ? Il fallait en avoir des preuves et ne pas en parler avant pour ne pas déclencher de guerre.
Canoc ramena ensuite Orrec à l’endroit où il lui avait demandé de détruire une touffe d’herbe et où son fils avait refusé. Une fourmilière était à côté sur le chemin, son père était derrière lui et son silence était insupportable. Orrec exaspéré ferma les paupières et la main gauche toujours tendue il vit ensuite l’herbe se froisser, noircir, la fourmilière disparaître et le sol bouillir puis s’effondrer carbonisé dans un craquement assourdissant de déchirure. « Assez !. Assez ! » hurla Orrec que son père prit dans ses bras en lui disant « - Là. Là. C’est fini Orrec, c’est fini. » Orrec lui dit en voyant la moitié de la colline comme ravagée par un tourbillon de feu, qu’il avait cru qu’il avait vu son père devant lui, là où était maintenant le chaos. « Je t’aurais tué ! Mais je ne l’aurais pas fait exprès. Que vais-je devenir ? » Orrec s’effondra par terre atterré et désespéré puis il dit en se redressant « -Je suis comme Caddard » et c’est ensuite qu’il décida de se bander les yeux pour ne plus avoir à manifester son don sauvage qui pouvait menacer les siens. «  - Ce serait pour le mieux » dit-il et son père lâcha « - Peut-être pour un temps ».
Ils vinrent ensuite à la recherche de leurs deux génisses blanches disparues et ne les retrouvèrent pas, puis ils retournèrent dans leur maison de pierre. Orrec raconta son histoire à Melle et sa mère refusa d’y croire, mais Canoc la lui confirma. Elle décida d’elle-même, à la demande d’Orrec, de lui bander les yeux et Orrec alla se coucher ensuite guidé par son père. Au matin, devenu aveugle sous son bandeau, il apprit progressivement les chemins de la maison pour éviter de se heurter, et en retrouvant la canne d’aveugle de Caddard il l’empoigna en disant que cela lui ferait un bon bâton si jamais il était attaqué et aussi pour ouvrir la route devant lui. Il apprit aussi à monter sa jument Rouanne qu’il ne pouvait guider mais qui l’amenait d’elle-même et le ramenait à la maison. Après quinze jours il annonça « - Je veux aller à Drummant » et aussi « Je veux demander à Gry de m’offrir un chien », et Melle trouva cela une très bonne idée. Mais Drum ne voudrait plus donner la main de sa petite-fille à Orrec maintenant qu’il était aveugle. Son père dit au contraire d’un ton très fort qu’il en serait heureux et reconnaissant. Orrec comprit que comme son grand-père Caddard, son don devenu sauvage serait une arme que Drum ne pourrait affronter. Les nouvelles allaient vite et la vipère défaite, puis le chien défait, puis la colline effondrée et calcinée que chacun pouvait constater, étaient maintenant connus et craints de tous. « -Nous irons à Drummant » déclara Canoc qui précisa à Melle qu’ils y resteraient cinq à six jours et ils partirent le surlendemain.

### Les Caspro partent en visite à Drummant
Ils étaient partis dans le domaine des Corde et plus loin lorsque Canoc s’écria « Par la Pierre! Nos génisses là ! » Les deux génisses blanches étaient au milieu d’un troupeau d’autres bêtes différentes dans le domaine de Drummant où ils étaient depuis une heure. «  - Je vois leurs bosses et leurs courtes cornes ! Ce sont elles. Pas d’erreur ». Ils arrivèrent ensuite à la maison de pierre de Drummant où Ogge les accueillit en s’étonnant du bandeau d’Orrec. Puis vinrent les présentations de la femme du brantor dame Denno , du fils aîné Harba et de sa femme, du fils cadet Sebb et des grands enfants. «  - Alors, ce garçon à l’œil sauvage » dit Ogge. «  - En effet, répondit Canoc ». Ils se mirent tous à table bruyamment, Orrec près de Melle et Canoc pas loin du brantor. Canoc lui dit « Permettez-moi de vous remercier brantor d’avoir pris soin de mes génisses. Je me maudis depuis un mois de n’avoir pas entretenu ma clôture. Elles auront sauté par-dessus bien sûr - J’ai dans l’idée d’élever un troupeau comparable à celui de Caddard l’Aveugle. Je vous remercie donc de tout mon cœur. Le premier veau que l’une ou l’autre mettra bas, qu’il soit mâle ou femelle, sera à vous, Je le tiendrais à votre disposition brantor Ogge »,. Il y eut un instant de silence, puis un voisin de Canoc lança « Bien dit ! Bien dit ! » et d’autres voix s’y joignirent mais pas celle d’Ogge. Le dîner s’acheva et Melle voulut regagner sa chambre avec Orrec, mais le brantor l’invita à boire de la bière avec les hommes ce qu’il évita lorsque Canoc dit à Ogge « Laisse donc ce garçon tranquille ».
Le lendemain Ogge fit visiter ses installations, puis il annonça qu’il attendait Parn Barre, la mère de Gry qu’il avait invité pour qu’elle leur appelle du gros gibier. Parn arrivée, appela ensuite dans la forêt des cochons sauvages. Un sanglier déboula que les hommes de Ogge refusèrent de tuer directement à l’épieu. Le sanglier blessé à coups de gourdins et de piques s’enfuit et éventra ensuite deux chiens avant que d’être abattu en une demi-heure par les hommes sans oser s’en approcher. Ensuite le foie du sanglier mort fut grillé et Herba invita Canoc qui avait participé à la chasse avec sa pique pour venir en manger. Mais Canoc refusa et il alla s’occuper de ses chevaux, car Ogge l’avait accusé d’avoir refusé de sauver ses chiens. Ogge avait demandé à Canoc de se servir de son don pour tuer le sanglier blessé, mais Canoc avait refusé tout en participant à la mort de la bête avec sa pique. Orrec dit à Canoc que Ogge le haïssait avec lui et Melle particulièrement, mais il ne comprit pas. Ils attendirent encore avant que Daredan Caspro ne leur présente enfin sa fille Vardan que Ogge avait promise à Orrec. Mais enfin présentée la petite fille de Ogge ne sut que dire « - Boujouboujoubon » car elle était idiote… La fille et la mère s’éclipsèrent ensuite. Le sanglier rôtissait à la broche. Ogge réduisit au silence son fils aîné pour s’adresser à Sebb le père de Vartan en disant « - Et si on organisait une fête de fiançailles. Sebb ? » rugit-il avant d’éclater de rire. Et les Caspro durent rester au dîner et boire beaucoup de bière avant de s’éclipser à l’étage.
On frappa à la porte de la chambre et Daredan demanda à Melle de venir voir sa fille Vardan qui était souffrante. Tard dans la nuit Melle revint et elle dit à Orrec «  Oh, J’ai si froid ! » puis elle fut prise de violents frissons et elle lui demanda où était Canoc ? « - Il est allé dire un mot à Barn. Nous partirons dès qu’il fera clair ». À l’aube Canoc alla chercher Orrec et Melle, ils reprirent leurs affaires et descendirent dans la cour monter leurs chevaux que Parn avait appelés. Ils partirent avec les chevaux au pas pour quitter Drummant discrètement. Plus tard un cheval se fit entendre derrière leur dos. C’était Parn Barre qui était revenue et qui demanda «  Alors, où sont tes bêtes, Canoc ? » « - Derrière la colline, là-bas ». Canoc et Parn repartirent puis revinrent avec les deux génisses que Parn avait appelées. Canoc les ramena ensuite dans les pâturages de Rodd où était dans leur ancien troupeau. Gry vint tout près du cheval d’Orrec pour lui dire qu’elle lui avait choisie un chien pour l’accompagner. Elle appela ensuite Réglisse, une chienne berger noir élevée par elle qu’elle lui présenta et dont elle lui donna la laisse, puis il se laissa guider et la chienne répondit à toutes ses demandes. Réglisse devînt bientôt le compagnon d’Orrec au quotidien, tel un guide d’aveugle aimant, attentif et protecteur.

### Melle tombe malade et Orrec retrouve la vue
Lorsque Gry et Orrec revinrent enfin à Caspromant, Orrec fut effrayé d’apprendre que sa mère, en descendant du cheval, s’était évanouie dans les bras de son père. Elle avait été portée à l’étage étendue sur son lit. Gry demanda ensuite à Canoc si elle avait perdu son bébé, et elle lui en apprit la nouvelle en même temps, car c’était son don qui le lui avait fait pressentir. Canoc répondit que non, mais par la suite en effet Melle perdit son bébé et elle se rétablit très lentement. Melle avait toujours froid et malgré le feu entretenu en permanence dans sa chambre, elle se sentait très faible depuis son retour de Drummant. Il arriva ensuite les nouvelles que la petite fille retardée mentale que Ogge Drum avait voulu faire épouser en fiançailles à Orrec par dérision était tombée malade, puis avait présenté des convulsions et elle avait fini par mourir. Orrec se demanda si Ogge n’avait pas jeté un sort à sa petite-fille en même temps qu’à sa mère lorsque Melle était venu dans sa chambre à Drummant. Il avait en effet rêvé que le brantor de Drum cette nuit-là avait murmuré longuement dans la chambre de sa petite-fille… Melle déclinait physiquement et elle décida d’écrire un livre spécialement pour Orrec qu’elle lui lisait au fur et à mesure de son écriture qui devenait de plus en plus petite et difficile à lire. Orrec se rappelait immédiatement et par cœur du livre qu’elle lui lisait, tout comme des histoires, des contes et de la poésie sacrée qu’elle lui avait enseignée auparavant avec Gry. Le talent de conteuse des Basses-Terres de Melle semblait avoir été transmis naturellement à son fils Orrec. Lorsqu’elle fut très diminuée Melle ne quitta plus sa chambre. Elle maigrissait et avait du mal à marcher. 
Un matin Melle demanda à Orrec de lever son bandeau d’aveugle pour regarder et de lui lire le livre qu’elle lui écrivait. Il eut peur de lui faire mal avec son don sauvage et elle le rassura en lui disant qu’il ne lui ferait jamais de mal et qu’elle ne croyait pas qu’il ait eu un don sauvage, mais que c’est son père Canoc qu’il l'en avait persuadé. Devant son insistance et le dernier plaisir qu’il pouvait lui faire, Orrec osa lever le bandeau d’aveugle de ses yeux et il vit le visage de sa mère qui lui souriait et qui lui montra son livre. Elle fut heureuse de revoir ses yeux et elle le rassura en lui disant qu’il ne risquait rien de revoir désormais. Mais Orrec fut désolé de la voir si faible et atrophiée physiquement. Bientôt elle ne put plus marcher et ses os se brisèrent. Orrec qui avait remis son bandeau, proposa à son père Canoc de lui poser des attelles, mais il refusa en disant que c’était inutile.  Melle mourut peu de temps après. Canoc vécut après l’enterrement dans la chambre de Melle dont il ne sortait presque plus, en confiant la gestion du domaine à son ami Terroc qui était le père de Gry. Orrec demanda ensuite à son père a qui il ne parlait plus, de bien vouloir lui donner le livre relié que Melle avait écrit pour lui pour sa neuvième année et qui était dans sa chambre. Canoc lui dit de rechercher dans le coffre et Orrec le retrouva ensuite en fouillant à tâtons. Ce premier livre s’appelait l’ Histoire des miracles et exploits du seigneur Ranju. Lorsqu’ensuite Orrec parla de son livre à Gry qui venait le voir très souvent, elle lui dit qu’il pourrait le lire le soir dans sa chambre en levant son bandeau pour lire son livre et qu’il ne risquerait alors de faire de mal à personne.
Orrec le soir suivant leva son bandeau avec son livre dans ses mains et il se réjouit de pouvoir le lire. Il vit en même temps le ciel de nuit et les étoiles avant de s’endormir. Par la suite un vagabond des Basses-Terres qui s’appelait Emmon fut recueilli par Canoc et hébergé à Caspromant. Ayant appris que Orrec et Gry savaient lire et écrire grâce à l’enseignement de Melle, Emmon leur donna les Transformations de Denios qui était son bien le plus précieux et qu’il avait gardé avec lui, et c'était le premier livre imprimé dans les Basses-Terres. Ce livre portait Transformations en titre rouge sur le dos et des dorures à l’intérieur avec des caractères d’imprimé tout petits que Gry eût du mal à lire. Orrec enleva son bandeau le matin suivant pour lire ce livre édité par des prêtres des Basses-Terres selon Emmon, et il découvrit sans le vouloir la tête de sa chienne Réglisse qui le regardait, assise avec amour près de lui et qui vînt lui lécher la main lorsqu'il l’eut reconnue. Il fut heureux de n’avoir pas fait de mal à sa chienne et il décida enfin de quitter son bandeau d’aveugle après que Gry ensuite lui ait demandé de la regarder et qu’il ne lui arriva rien non plus. Orrec vint ensuite sans son bandeau dans la chambre de Melle où dormait depuis son père et il lui dit violemment qu’il ne porterait plus jamais son bandeau d’aveugle parce qu'il n’avait jamais eu le don de détruire et que c’était son père qui par-derrière lui avait défait successivement la vipère, le chien, puis la colline réduite en chaos. Quand il sortit ensuite de sa chambre le matin sans son bandeau, le personnel de sa maison fut effrayé en le craignant, mais il les rassura et il leur dit que tout allait bien, qu’il avait cessé de se bander les yeux car il ne craignait plus maintenant d’avoir le don sauvage qu’il maîtrisait désormais. Puis Emmon s’enfuit de Caspromant en emportant deux couverts en argent, une broche de jaspe et d’or et un harnais incrusté d’argent, car il était un voleur des Basses-Terres en fuite de Dunet.
De bon matin Canoc descendit de la tour et dit à ses gens de ne pas craindre Orrec revenu à la vue sans son bandeau. Il ajouta pour Orrec que Ternoc croyait son troupeau blanc menacé par Drummant et qu’il devait aller surveiller ses frontières. Orrec lui dit « - Je peux venir, moi aussi. » et Cannoc, maussade, lui répondit « - Comme tu voudras. » Ils partirent tous deux à vive allure vers Roddmant où Ternoc leur apprit qu’une troupe de cavaliers traversait dans leur direction. Ogge Drum et sa troupe venaient vers eux en ayant pris le prétexte que Canoc avait volé leurs deux génisses blanches sur ses terres.

### La guerre d’Ogge Drum contre Canoc de Caspromant
Canoc et Ternoc réunirent huit hommes, en espérant quatre de plus venant des fermes proches, et ils se déployèrent sur leurs frontières là où les hommes de Drummant pouvaient arriver. Le fait que Orrec avait quitté son bandeau rassura les hommes qui pensèrent qu’il avait maîtrisé son don sauvage. « Les heures s’écoulèrent. » Orrec fut le premier à voir des silhouettes arriver près de son père et il cria « Canoc ! Devant toi ! » Orrec monta brusquement sur Bran vite effarouché et partit au galop vers le vallon. Son cheval trébucha et s’enlisa dans une tourbière. Un homme sortit du sous-bois en armant une arbalète. Orrec pressa son cheval vers lui qui boitait et le faucha d’un coup de sabot arrière en continuant de galoper. L’homme massacré avait été coupé en deux et cela aurait pu avoir été produit par le don sauvage d’Orrec qui était dévoilé pour les assaillants de Drummant.
Orrec regarda son père non loin devant lui. Il le vit faire demi-tour à son cheval pour faire de nouveau face à la forêt. « Il tenait sa main tendue bien haut. Son visage rayonnait de fureur et de joie. Soudain, son expression changea et il se tourna brièvement vers moi. Je ne sais s’il me vit ou non, mais il se pencha sur l’encolure de sa monture et glissa de sa selle, sur le côté, vers l’avant… Il gisait près de son cheval dans l’herbe marécageuse, un carreau d’arbalète fiché entre les omoplates »,. Orrec accouru près de Canoc mort, et il demanda « - Ogge est-il mort ? » Puis les hommes continuèrent de crier et l’un d’eux dit «  - La vipère, la grosse vipère est éventrée, morte, défaite! Et son fils, ce maudit voleur de bétail, à ses côtés! » On emmena ensuite Canoc; le dos sur une planche qui fut portée par un cheval jusqu’à Roddmant. « Son visage était calme et serein ». Orrec refusa de lui fermer les yeux. Canoc fut ensuite ensevelit près de Melle dans le cimetière de Caspromant et ce fut Gry qui mena les lamentations.
L’incursion d’Ogge s’était divisée en deux groupes qui s’étaient séparés. Le premier groupe s’était égaré et les fermiers l’avaient repoussé. Le deuxième groupe d’Ogge et Herba son fils ainé était accompagné de dix hommes dont cinq armés d’arbalètes. Canoc avait détruit le brantor Ogge avec son fils aîné Herba et l’un des arbalétriers. Le fils d’un fermier de Roddmant avait été ensuite abattu. « Cette agression se solda par cinq morts ». Un messager arriva ensuite de Drummant, dont Denno la femme d’Ogge et son fils cadet Sebb souhaitaient mettre un terme à la querelle. Ils invitaient Caspromant à leur livrer un veau blanc comme l’avait promis Canoc. Leur émissaire était accompagné d’un beau poulain rouan que Orrec offrit ensuite à Alloc. Orrec partit ensuite en tête d’expédition pour conduire le veau blanc à Drummant. Orrec montait Bran désormais et Gry montait Etoile qu’elle avait particulièrement dressée. Réglisse courrait à leurs côtés, sans laisse, qu’ils soient à pied ou à cheval.

### La fin de l’histoire
Il fut conclu définitivement qu’Orrec n’avait jamais reçu le don de défaire de son père Canoc, mais qu’il était un conteur né comme l’avait été sa mère Melle. Gry de son côté avait reçue le don d’appel de sa mère Parn mais elle refusait de l’utiliser à la chasse à la demande des autres domaines. Six mois après le décès et l’enterrement de Canoc, Orrec et Gry qui s’aimaient depuis l’enfance se marièrent. Alloc prit la place de Canoc et devint le brantor de Caspromant. Leurs dons étaient incompatibles avec leurs lignées et ils ne pouvaient être utiles à rien ni personne dans leurs domaines. Par contre s’ils décidaient d’aller au sud dans les Basses-Terres ou Emmon leur avait dit qu’ils pourraient y gagner leur vie, alors Orrec pourrait devenir un conteur réputé et Gry pourrait dresser des poulains.
Orrec et Gry partirent en avril en descendant vers le sud où ils pourraient aller jusqu'à l’océan dont leur avait parlé Melle dans ses contes. Un jeune homme sur un grand cheval roux et une jeune femme sur une jument baie avaient devant eux un chien noir qui courrait gaiement. « Derrière eux suivait paisiblement la plus belle vache du monde. C’était la vache d’argent du domaine qui leur avait été donnée en cadeau de mariage. Car Parn leur avait dit qu’ils auraient besoin d’argent et qu’ils pourraient en tirer un bon prix à Dunet, où on se souviendrait peut-être du bétail blanc de Caspromant. – Peut-être se souviendront-ils aussi de ce qu’ils ont offert à Canoc, dit Orrec. et Gry ajouta – Alors ils sauront que tu es le don du don. » .

### Chronique des rivages de l'Ouest
- Dons
- Voix
- Pouvoirs